# Bukovac (miasto Doboj)
Bukovac (cyr. Буковац) – wieś w Bośni i Hercegowinie, w Republice Serbskiej, w mieście Doboj. W 2013 roku liczyła 175 mieszkańców.